# Pandiaka
Pandiaka är ett släkte av amarantväxter. Pandiaka ingår i familjen amarantväxter.

## Dottertaxa tillPandiaka, i alfabetisk ordning[1]
- Pandiaka andongensis
- Pandiaka angustifolia
- Pandiaka aristata
- Pandiaka benthamii
- Pandiaka confusa
- Pandiaka cylindrica
- Pandiaka debilis
- Pandiaka deserti
- Pandiaka elegantissima
- Pandiaka fasciculata
- Pandiaka glabra
- Pandiaka heterochiton
- Pandiaka heudelotii
- Pandiaka incana
- Pandiaka involucrata
- Pandiaka kassneri
- Pandiaka lanata
- Pandiaka lanceolata
- Pandiaka lanuginosa
- Pandiaka lindiensis
- Pandiaka longipedunculata
- Pandiaka metallorum
- Pandiaka milnei
- Pandiaka oblanceolata
- Pandiaka obovata
- Pandiaka polystachya
- Pandiaka porphyrargyrea
- Pandiaka ramulosa
- Pandiaka richardsiae
- Pandiaka rubro-lutea
- Pandiaka schweinfurthii
- Pandiaka trichinioides
- Pandiaka welwitschii
- Pandiaka wildii